# Trachelas giganteus
Espèce
Trachelas giganteus est une espèce d'araignées aranéomorphes de la famille des Trachelidae.

## Distribution
Cette espèce est endémique de Jamaïque. Elle se rencontre vers le col Nierels dans les Blue Mountains.

## Description
Les femelles mesurent de 12,46  à   14,90 mm.

## Publication originale
- Platnick & Shadab, 1974 : A revision of the bispinosus and bicolor groups of the spider genus Trachelas (Araneae, Clubionidae) in North and Central America and the West Indies. American Museum Novitates, no 2560, p. 1-34 (texte intégral).